# Poštovní zákon
Poštovní zákon (celým jménem Zákon o poštovních službách a o změně některých zákonů, též Zákon o poštovních službách, nebo Zákon č. 29/2000 Sb.) je jeden ze zákonů České republiky, který je platný od února 2000 a účinný od července téhož roku. Zákon byl mnohokrát novelizován a tyto novelizace souvisely s liberalizací poštovního a doručovatelského trhu. Předchůdcem poštovního zákona byl zákon o poště 222/1946 Sb. z listopadu roku 1946.
Novelizace českého poštovního zákona vznikaly na základě směrnic Evropské unie, které si braly za cíl postupně ukončit monopol státních pošt členských států EU. V ČR toho bylo dosaženo 1. ledna 2013, kdy vstoupil v platnost zákon 221/2012 Sb., kterým se mění zákon č. 29/2000 Sb. o poštovních službách.